# Samuel Rivas
Samuel Rivas (* 21. September 1957 in Guadalajara; † 1. April 2023 in Downey) war ein mexikanischer Fußballspieler, der im Mittelfeld agierte. Nach dem Ende seiner aktiven Laufbahn arbeitete er unter anderem als Cheftrainer der U-16-Mannschaft des CD Chivas USA.

## Leben
Rivas begann seine Profikarriere beim CSD Jalisco, für den er sein Debüt in der mexikanischen Primera División in einem am 22. September 1979 ausgetragenen Spiel gegen die Tigres de la UANL bestritt, das mit 2:4 verloren wurde. Sein erstes Tor in der höchsten mexikanischen Liga war der Siegtreffer zum 1:0-Erfolg gegen Unión de Curtidores am 20. Februar 1980.
Als der CSD Jalisco zum Saisonende 1979/80 in die zweite Liga abstieg, wechselte Rivas zum Stadtrivalen Chivas, bei dem er die nächsten fünf Jahre zwischen 1980 und 1985 unter Vertrag stand und mit dem er in den Spielzeiten 1982/83 und 1983/84 zweimal in Folge Vizemeister wurde. Nach einem einjährigen Gastspiel bei Atlético Morelia in der Saison 1985/86 beendete Rivas seine Fußballerlaufbahn (zumindest in der ersten mexikanischen Liga) bei den Tigres de la UANL, gegen die er einst sein erstes Erstligaspiel bestritten hatte. 
Ab spätestens 2009 war er als Cheftrainer der U-16-Mannschaft des CD Chivas USA tätig.